# Königliches Schloss zu Posen

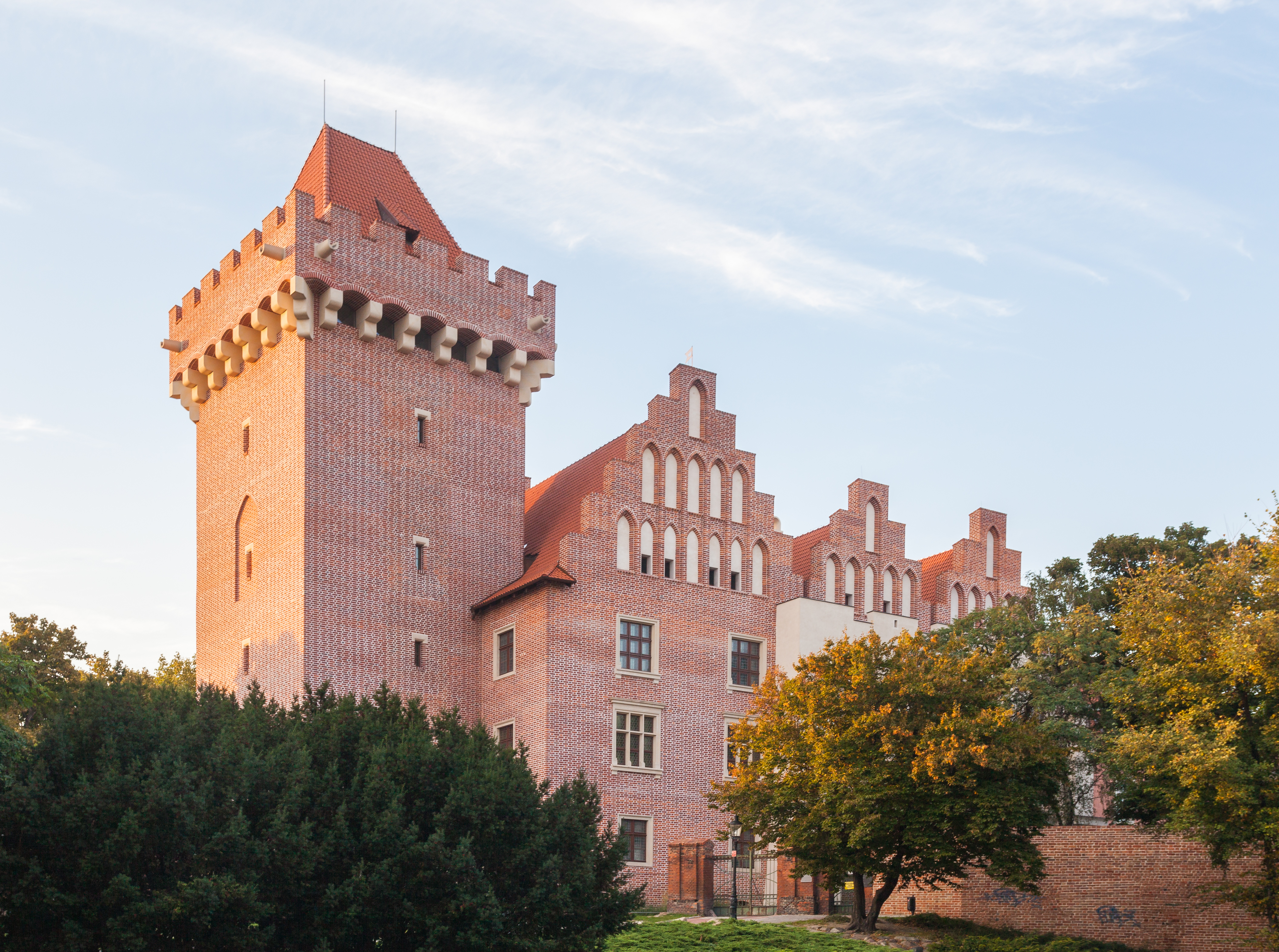
Königliches Schloss zu Posen

Das Königliche Schloss zu Posen (polnisch Zamek Królewski w Poznaniu) ist der ehemalige Sitz der Könige von Polen in Posen.

## Geschichte
Der Ursprungsbau geht bis ins 13. Jahrhundert unter der Herrschaft von Herzog Przemysł I. von Großpolen zurück. Bedeutend erweitert wurde er unter König Przemysł II. und wurde zu einer der bedeutendsten königlichen Residenzen im Königreich Polen.  Im Jahre 1493 nahm der polnische König die Huldigung des Hochmeisters des Deutschen Ordens Johann von Tiefen hier entgegen. Die Burg wurde teilweise während des Großen Nordischen Krieges 1700–1721 zerstört und verfiel.
Teile dieses Schlosses wurden im späten 18. Jahrhundert wiederhergestellt, jedoch während des Zweiten Weltkriegs 1945 wieder zerstört. Der heutige Bau ist eine 2012 bis 2016 errichtete Rekonstruktion des spätmittelalterlichen Zustandes einer der ältesten königlichen Residenzen in Polen. Heute befindet sich in seinen Mauern das Museum für Angewandte Kunst, also für die Geschichte des Kunsthandwerks. Das hier behandelte Gebäude ist nicht zu verwechseln mit dem einstigen Königlichen und heutigen Kaiserlichen Schloss, das Wilhelm II. als König von Preußen in den Jahren 1905 bis 1910 errichten ließ.